# 塔拉斯
塔拉斯，是吉爾吉斯共和國塔拉斯州首府。地理位置北纬42度31分，東经72度14分，人口三万餘。
Talas是后人起的名字，并不一定是怛羅斯戰役的發生地、古城Talas塔剌思。古城塔剌思（Talas）在14世纪就毁于战火。